# Брокар, Элиза
Элиза Брокар (Elisa Brocard; род. 27 октября 1984, Аоста) — итальянская лыжница, участница Олимпийских игр в Ванкувере. Одинаково успешно выступает и в спринтерских и в дистанционных гонках.
В Кубке мира Брокар дебютировала в 2006 году, в декабре 2007 года впервые попала в десятку лучших на этапе Кубка мира, в эстафете. Всего на сегодняшний момент имеет 3 попадания в десятку лучших на этапах Кубка мира, все в командных соревнованиях, в личных гонках не поднималась выше 16-го места. Лучшим достижением Брокар в общем итоговом зачёте Кубка мира является 44-е место в сезоне 2011-12.
На Олимпиаде-2010 в Ванкувере заняла 43-е место в спринте.
За свою карьеру принимала участие в двух чемпионатах мира, лучший результат - 32-е место в спринте на чемпионате мира 2009 года в Либереце.
Использует лыжи производства фирмы Fischer.